# 6762 Cyrenagoodrich
6762 Cyrenagoodrich eller 1981 EC25 är en asteroid i huvudbältet som upptäcktes den 2 mars 1981 av den amerikanska astronomen Schelte J. Bus vid Siding Spring-observatoriet. Den är uppkallad efter amerikanen Cyrena A. Goodrich.
Asteroiden har en diameter på ungefär 3 kilometer.